# Waldesch
Waldesch là một đô thị ở huyện Mayen-Koblenz bang Rheinland-Pfalz, phía tây nước Đức. Đô thị Waldesch có diện tích 3,34 km².